# Đại chúng bộ
Đại chúng bộ (chữ Hán: 大眾部, tiếng Phạn: महासांघिक, mahāsāṃghika; bo. ཕལ་ཆེན་པའི་སྡེ་པ་, phiên âm THL: pel chen pé dé pa), còn gọi là Ma-ha-tăng-kỳ bộ (摩訶僧祇部), giản lược thành Tăng-kỳ bộ (僧祇部), Thánh đại chúng bộ (聖大眾部), là một trong hai bộ phái hình thành đầu tiên thời Phật giáo Bộ phái. Danh xưng của phái này, "đại chúng", nhằm để chỉ đến đặc điểm được hình thành bởi phái đa số, chủ yếu là các tăng sĩ trẻ, cấp tiến, của Tăng-già nguyên thủy, sau khi phái thiểu số, chủ yếu là các trưởng lão, tách ra để hình thành Trưởng lão bộ (sa. sthaviravāda).
Theo các ghi chép của Dị bộ tông luân luận và Dị bộ tông luân luận thuật ký, Đại chúng bộ chủ trương Đức Phật đã hoàn toàn ly tình tuyệt dục, uy lực vô biên, thọ lượng vô cùng. Những lời của Đức Phật là chánh pháp giáo lý, nên được tiếp thu trọn vẹn. Hiện tại là có thực, quá khứ vị lai là không có thực. Pháp vô vi có 9 loại. Bản tính của Tâm vốn thanh tịnh, ban đầu bị ô nhiễm bởi phiền não, tu tập Phật pháp có thể loại bỏ ô nhiễm và trở về thanh tịnh.